# 신속지원군
신속지원군(아랍어: قوات الدعم السريع, 영어: Rapid Support Forces, RSF)은 수단의 준군사조직이다. 다르푸르 분쟁 당시 수단 정부 소속 잔자위드 민병대에서 비롯된 조직으로 수단 민간인을 대상으로 한 범죄에 대한 혐의를 지고 있다.
수단 정부 통제 하에 있던 시절 평시에는 수단 국가정보보안국의 통제를 받았으며, 전시나 군사 작전 중에는 수단군의 지휘를 받았다. 2019년 수단 정치 위기 당시 수단 정부의 지휘로 군사 정권의 폭력적인 시위 진압에 동원되었으며, 특히 2019년 6월 3일에 다른 수단의 군사 조직들과 함께 하르툼에서 대학살을 벌이기도 했다.
2023년 4월 15일 수도 하르툼을 시작으로 반정부 군사 활동을 전개하면서 내전을 일으켰다. 이에 수단 정부와 군에 의하여 반군 단체로 지정되었다.